# Nordmaling
Nordmaling este un oraș în Suedia.

## Demografie
| \| Evoluția demografică a zonei urbane Nordmaling, 1970–2015 \| Evoluția demografică a zonei urbane Nordmaling, 1970–2015 \| Evoluția demografică a zonei urbane Nordmaling, 1970–2015 \| Evoluția demografică a zonei urbane Nordmaling, 1970–2015 \| Evoluția demografică a zonei urbane Nordmaling, 1970–2015 \| \| --------------------------------------------------------------------------------------- \| --------------------------------------------------------- \| --------------------------------------------------------- \| --------------------------------------------------------- \| --------------------------------------------------------- \| \| An \| \| \| Locuitori \| \| \| 1970 \| 1970 \| \| 1.942 \| 1.942 \| \| 1975 \| 1975 \| \| 2.196 \| 2.196 \| \| 1980 \| 1980 \| \| 2.497 \| 2.497 \| \| 1990 \| 1990 \| \| 2.737 \| 2.737 \| \| 1995 \| 1995 \| \| 2.773 \| 2.773 \| \| 2000 \| 2000 \| \| 2.656 \| 2.656 \| \| 2005 \| 2005 \| \| 2.619 \| 2.619 \| \| 2010 \| 2010 \| \| 2.546 \| 2.546 \| \| 2015 \| 2015 \| \| 2.671 \| 2.671 \| \| Sursa: SCB - Statistika Centralbyrån, Folkmängden per tätort. Vart femte år 1960 - 2016 \| \| \| \| \| |      |  |           |       |
| Evoluția demografică a zonei urbane Nordmaling, 1970–2015 |      |  |           |       |
| An |      |  | Locuitori |       |
| 1970 | 1970 |  | 1.942     | 1.942 |
| 1975 | 1975 |  | 2.196     | 2.196 |
| 1980 | 1980 |  | 2.497     | 2.497 |
| 1990 | 1990 |  | 2.737     | 2.737 |
| 1995 | 1995 |  | 2.773     | 2.773 |
| 2000 | 2000 |  | 2.656     | 2.656 |
| 2005 | 2005 |  | 2.619     | 2.619 |
| 2010 | 2010 |  | 2.546     | 2.546 |
| 2015 | 2015 |  | 2.671     | 2.671 |
| Sursa: SCB - Statistika Centralbyrån, Folkmängden per tätort. Vart femte år 1960 - 2016 |      |  |           |       |